# Max Saal
Max Saal (* 5. September 1882 in Weimar; † 12. Dezember 1948 in Berlin) war ein deutscher Harfenist, Pianist, Musikpädagoge und Komponist.

## Leben und Werk
Willy Edmund Max Saal stammte aus einer musikalischen Familie. Sein Vater war Musiker, seine Schwestern Sängerinnen und seine Brüder Hermann (1872–1942, Opernchorleiter) und Alfred (1881 bis vor 1951, Cellist) Musiker. Max Saal war Schüler von Franz Poenitz (Harfe) und Georg Bertram (Klavier).
Er wirkte seit 1904 als Harfenist der königlichen bzw. der Staatsoper Berlin. Dort wirkte er auch als Opernkorrepetitor.
Er spielte Mozarts Konzert für Flöte und Harfe mit Orchester 1944 mit Heinz Hoefs und dem Orchester Karl Ristenpart auf Tonträger ein. Weitere Aufnahmen spielte er von den 1920er- bis zu den 1940er-Jahren ein mit den Sängern und Sängerinnen Emmy Bettendorf, Richard Crooks, Louis van de Sande und Leo Schützendorf. Als Klavierbegleiter war sehr gefragt, so wurde auch bei der ersten deutschen Rundfunksendung am 29. Oktober 1923 als fünfter Programmpunkt eine Schallplatte gespielt, auf der er mitwirkte: Voxplatte Hab’ Mitleid, Zigeunerlied (S. Pawlovicz), gespielt von Herrn Konzertmeister Rudolf Deman (Violine), Herrn Kapellmeister Otto Urack (Cello), Max Saal (Klavier).
Bekannt wurde er als Musikpädagoge und langjähriger Professor (seit 1923) an der Hochschule für Musik Berlin als Leiter der Harfenabteilung. Zu seinen Schülern zählen Josef Tal, Vera Dulowa (1909–2000), Max Büttner, Bruno Henze und Hans-Joachim Zingel.
Er komponierte Kammermusikwerke sowie Solostücke für Harfe und Lieder.
Max Saal starb 1948 im Alter von 66 Jahren in Berlin an einer Lungenentzündung. Er wurde auf dem Berliner Friedhof Heerstraße im heutigen Ortsteil Westend beigesetzt. Die Grabstätte ist nicht erhalten.